# Turuhansk
Turuhansk (ruski: Туруханск)  je gradić u Krasnojarskom kraju u Sibiru od 4 849 stanovnika.

## Zemljopisne karakteristike
Turuhansk leži na obali rijeke Donja Tunguska, nedaleko od njenog ušća u Jenisej, udaljen oko 1474 km sjeverno od Krasnojarska. 

## Povijest
Turuhansk je osnovano 1607. kao jedno od prvih ruskih naselja u Sibiru, kao zimovalište za Kozake i trgovce na rijeci Donja Tunguska.
Nakon katastrofalnih požara koji su zahvatili naselje 1619., 1642. i 1662., stanovnici su podigli novo naselje i nazvali ga Nova Magnezija. Ruska vojska podigla je 1677. drvenu utvrdu s topovima. Naselje je ubrzo izraslo u jedno od najvažnijih trgovišta Sibira, s najvećim sajmom. Pod imenom Turuhansk dobilo je status grada 1785., ali se nakon 1822. počelo osipati i zaostajati za drugim sibirskim gradovima.
Za Carske Rusije od 1906. Turuhansk je bio poznat kao mjesto u koje se projeruju politički protivnici, tu je bio protjeran i Josif Staljin, istu ulogu dobio je i za Sovjetskog saveza kad je tu organiziran gulag.

## Privreda
Pored grada otkrivene su 1988. velike rezerve nafte i plina na nalazišu - Vankor, koji se danas eksploatira.

## Vanjske poveznice
- Službene stranice Turuhanskog rajona (rus.)